# علیبی، کزیلکاهامام
علیبی، کزیلکاهامام (به لاتین: Alibey, Kızılcahamam) یک منطقهٔ مسکونی در ترکیه است که در استان آنکارا واقع شده‌است.